# Dendrosenecio
Dendrosenecio là một chi thực vật có hoa trong họ Cúc (Asteraceae).

## Loài
Chi Dendrosenecio gồm các loài: